# جورج ماكدونالد
جورج ماكدونالد (بالإنجليزية: George MacDonald) (10 ديسمبر 1824 في المملكة المتحدة - 18 سبتمبر 1905 في المملكة المتحدة)؛ كاهن، شاعر، كاتب، فيلسوف، صحفي وروائي بريطاني. درس في جامعة أبردين.

## روابط خارجية
- جورج ماكدونالد على موقع الموسوعة البريطانية (الإنجليزية)
- جورج ماكدونالد على موقع ميوزك برينز (الإنجليزية)
- جورج ماكدونالد على موقع إن إن دي بي (الإنجليزية)